# 高木ユーナ
高木 ユーナ（たかぎ ユーナ、2月16日 - ）は、日本の漫画家。女性。香川県仲多度郡多度津町出身。

## 来歴
2012年に『ケガ少女A』が第88回週刊少年マガジン新人漫画賞で佳作を受賞し、『マガジンSPECIAL』（講談社）同年9月3日号に掲載されデビュー。『別冊少年マガジン』（同）で『不死身ラヴァーズ』を連載後、『ヒバナ』（小学館）にて連載された『ドルメンX』が第20回文化庁メディア芸術祭マンガ部門審査委員会推薦作品に選出された。同作は2018年に実写ドラマ映画化もしている。2021年より『月刊アクション』（双葉社）にて『群舞のペア碁』を連載。

## 作品リスト

### 連載
- 不死身ラヴァーズ （『別冊少年マガジン』2013年5月号[5] - 2014年3月号[6]、全3巻） - 初連載作[3]。
  - 番外編（『週刊少年マガジン』2013年40号,41号[7]） - 単行本第3巻収録。
  - 特別読み切り（『別冊少年マガジン』2024年6月号[8]） - 映画公開記念作品[8]。
- ドルメンX（『ヒバナ』2015年4月号（創刊号）[9] - 2017年5月号[10]、全4巻)
  - アンコール番外編（『ヒバナ』2017年8月号[11]） - 自費出版の同人誌『ドルメンX(仮)』に収録。
- 銀河は彼女ほどに（『マンガボックス』2015年5月9日[12] - 11月14日[13]、全2巻）
- THE普通の恋人（『君恋 学生編』VOL.01[14] VOL.02[15]、VOL.03[16]、VOL.05、VOL.07、全1巻[17]）
- 群舞のペア碁（監修：藤沢里菜、協力：公益財団法人日本ペア碁協会、『月刊アクション』2021年3月号[4] - 2023年2月号、全4巻）

### 読み切り
- テンヂ!（『マガメガ』2012年[2]）
- ケガ少女A（『マガジンSPECIAL』2012年No.9）
- ドルメンX 舞台取材見学ルポ（観劇サイト「最善席」2016年9月7日[18]）
- 好きって言ったら死んじゃうなんて（『マガポケ』2017年5月27日[19]）
- ドラマ&映画 ドルメンX 撮影ルポマンガ（小学館のWebサイト・コミスン、2018年3月10日[20]）

### イラスト
- テレビアニメ 進撃の巨人（第18話エンドカード）
- 丸亀競艇場周年記念【G1京極賞】（開設66周年記念競走、開設67周年記念競走）
- たどつ夏まつり（2019年第50回）
- 丸亀お城まつり（第71回、第72回、第73回）
- がんばれクマモト！マンガよせがきトレイン（2017年4月15日） - イラスト[21]
- BUCKS1stミニアルバム「STARBUCKS」 - ジャケットデザイン[22]
- ニャンテレ×ドリコレ「やっぱり帰宅部」(2016年)- キャラクターデザイン
- ペア碁ワールドカップ2022「ペア碁漫画展」

### アンソロジー
- 刀剣乱舞-ONLINE-コミックアンソロジー 〜ヒバナ散らせ、刀剣男士〜（2015年10月、小学館[23]）
- 刀剣乱舞-ONLINE-コミックアンソロジー 〜ヒバナ舞え、刀剣男士〜（2016年9月、小学館[23]）

### 小道具
- 映画『HIDAMARI（2017）』作中漫画[要出典]

### 作詞
- 『参上!!ドルメンX』ドルメンX/作詞：高木ユーナ/作曲：くっきー[24]
- 『ナミダまで心臓（ハート）』ドルメンX/作詞：高木ユーナ/作曲：くっきー[25]

## 活動
- ペア碁ワールドカップ2022ベストドレッサー賞特別審査員[26]

## 師匠
- 東直樹[要出典]
- 諫山創[27]